# 3108 Љубов
3108 Љубов (енгл. 3108 Lyubov) је астероид главног астероидног појаса чија средња удаљеност од Сунца износи 2,229 астрономских јединица (АЈ).
Апсолутна магнитуда астероида је 13,9.